# 棕色柔麗鯛
棕色柔麗鯛，為輻鰭魚綱鱸形目隆頭魚亞目慈鯛科的其中一種，分布於非洲馬拉威湖流域，棲息深度87-89公尺，體長可達7.9公分，棲息在底中層水域，生活習性不明。

## 擴展閱讀
維基物種上的相關：棕色柔麗鯛